# Maison Boudrenghien
La maison Boudrenghien est une habitation unifamiliale de style Art nouveau située à la rue Émile Tumelaire à Charleroi (Belgique). Elle a été construite en 1906 par l'architecte Hector Lecomte pour l'adjudant Boudrenghien.

## Architecture

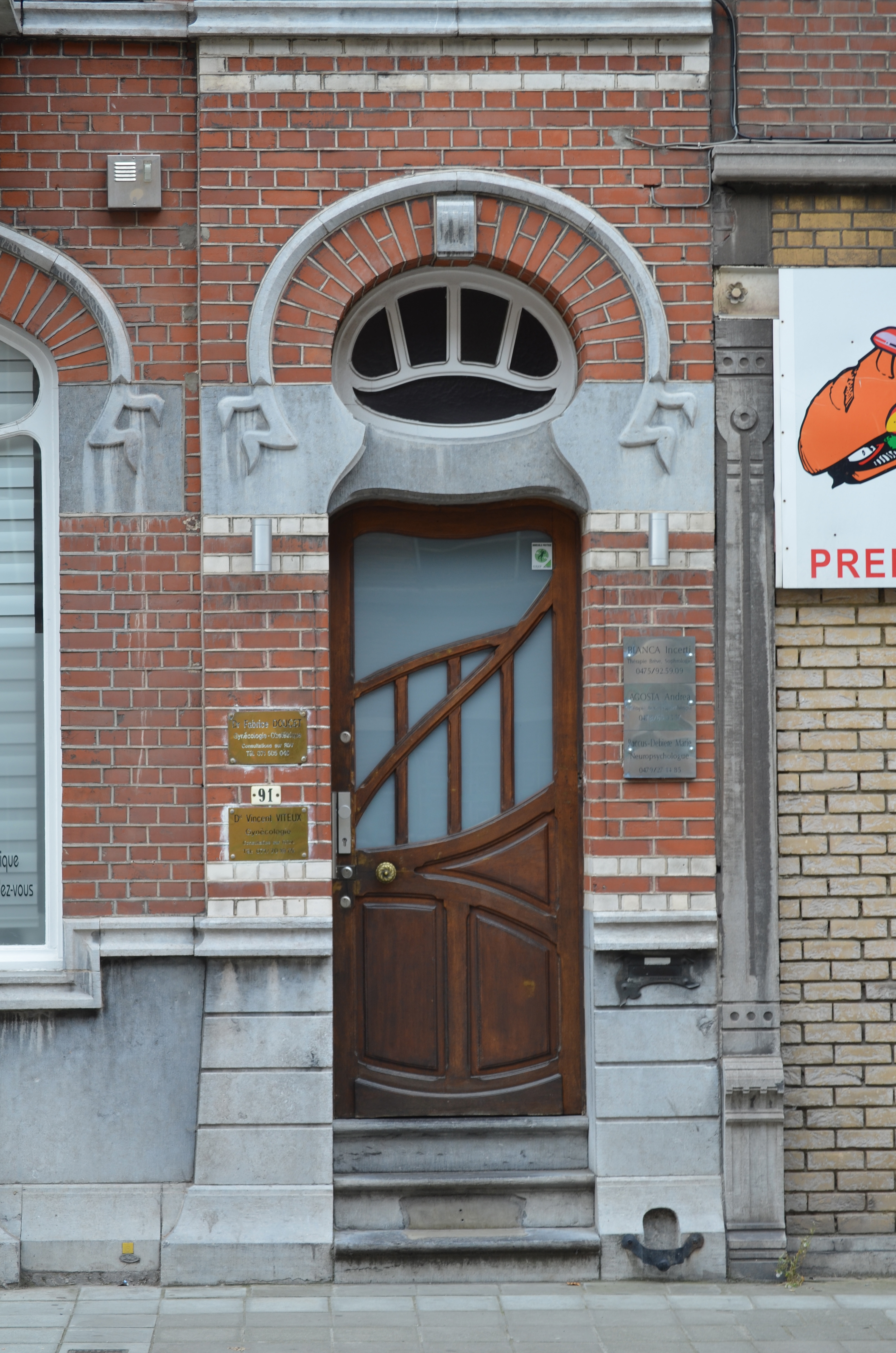
Détail de la porte.

Ce bâtiment de style Art nouveau est caractérisé par une façade en brique et en pierre calcaire. Son originalité réside dans la forme de ses baies à arc en anse de panier outrepassé, inspirées de l'Art mauresque. Les trois niveaux et les deux travées inégales caractérisent cette façade. La travée principale exprime l'esprit Art Nouveau avec une moulure en coup de fouet qui surmonte les arcs. La menuiserie de cette partie est conservée même si elle a été modifiée par rapport au dessin original. De plus, le balcon en pierre et les sgraffites des tympans sont intégrés dans le style Art nouveau,.